# Fuembellida
Fuembellida è un comune spagnolo di 13 abitanti (2022) situato nella comunità autonoma di Castiglia-La Mancia.